# Deanna Nolan
Deanna Nicole Nolan (Flint, Michigan, 25 augustus 1979) is een voormalig Amerikaans basketbalspeelster.
Nolan speelde voor het team van de University of Georgia, voordat zij in 2001 haar WNBA-debuut maakte bij de Detroit Shock. In totaal heeft ze 8 seizoenen in de WNBA gespeeld en won 3 keer het kampioenschap.
In 2002 ging ze spelen voor Reyer Venezia Mestre in Italië. In 2003 verhuisde ze naar Spanje om te spelen voor CDB Zaragoza. In 2005 verhuisde ze naar Polen om te spelen voor Arka Gdynia. In 2006 ging ze spelen voor Anda Ramat Hasjaron in Israël. In 2007 stapte ze over naar Gambrinus SIKA Brno in Slowakije. Met Gambrinus won ze het Landskampioenschap van Tsjechië in 2007. Ook werd ze Bekerwinnaar van Tsjechië in 2007.In 2008 trok ze naar Rusland om te spelen voor UMMC Jekaterinenburg. Met UMMC werd ze negen keer Landskampioen van Rusland in 2009, 2010, 2011, 2012, 2013, 2014, 2015, 2016 en 2017. Ze werd zeven keer Bekerwinnaar van Rusland in 2009, 2010, 2011, 2012, 2013, 2014 en 2017. Ook won ze twee keer de EuroLeague Women. In 2013 wonnen ze van Fenerbahçe uit Turkije met 82-56. In 2015 verloren ze de finale van ZVVZ USK Praag uit Tsjechië met 68-72. In 2016 wonnen ze van Nadezjda Orenburg uit Rusland met 72-69. 

## Erelijst
- Landskampioen Tsjechië: 1
  - Winnaar: 2007
- Bekerwinnaar Tsjechië: 1
  - Winnaar: 2007
- Landskampioen Rusland: 9
  - Winnaar: 2009, 2010, 2011, 2012, 2013, 2014, 2015, 2016, 2017
  - Derde: 2008
- Bekerwinnaar Rusland: 7
  - Winnaar: 2009, 2010, 2011, 2012, 2013, 2014, 2017
- EuroLeague Women: 2
  - Winnaar: 2013, 2016
  - Runner-up:2015
- FIBA Europe SuperCup Women: 2
  - Winnaar: 2013, 2016

00 Ruth Riley · 
1 Ayana Walker · 
5 Elaine Powell · 
9 Stacey Thomas · 
11 Kedra Holland-Corn · 
13 Sheila Lambert · 
14 Deanna Nolan · 
32 Swin Cash · 
35 Cheryl Ford · 
44 Astou Ndiaye-Diatta · 
54 Barbara Farris · 
Coach Bill Laimbeer
00 Ruth Riley · 
5 Elaine Powell · 
7 Sabrina Palie · 
8 Angelina Williams · 
11 Kedra Holland-Corn · 
14 Deanna Nolan · 
21 Jacqueline Batteast · 
23 Plenette Pierson · 
30 Katie Smith · 
32 Swin Cash · 
35 Cheryl Ford · 
45 Kara Braxton · 
Coach Bill Laimbeer
3 Ashley Shields · 
5 Elaine Powell · 
11 Kelly Schumacher · 
14 Deanna Nolan · 
22 Alexis Hornbuckle · 
23 Plenette Pierson · 
24 Olayinka Sanni · 
30 Katie Smith · 
35 Cheryl Ford · 
44 Taj McWilliams-Franklin · 
45 Kara Braxton · 
55 Sheri Sam · 
Coach Bill Laimbeer